# 外星+人
《外星+人》（：／），是一部2022年上映的韓國奇幻科幻动作片，由崔東勳編導，柳俊烈、金宇彬、金泰梨、蘇志燮、廉晶雅、趙祐鎮、金義城、李荷妮、申正根及李時勳主演。影片讲述管理囚禁在人类体内的外星人囚犯的守卫，还有631年前高丽时代的二流道士和神仙们为了抢夺神剑而与外星人展开对决的故事。

## 演員陣容

### 主要人物
| 演員                    | 角色       | 介紹 |
| 柳俊烈 （童年：金民俊） | 無勒       | 試圖獲得神劍的二流道士。 |
| 金宇彬                  | 卡德／森德 | 管理押送外星人囚犯的机器人。                                                                                                 |
| 金泰梨 （童年：崔惟理） | 以安       | 使用格洛克手枪的女子。 |
| 蘇志燮                  | 文道錫     | 首尔东大门警署重案三组班长，因不明原因被外星人追赶的刑警。                                                                   |
| 蘇志燮                  | 设计者     | 外星人囚犯的头目，最初被卡德关押在造访智山医院的文道锡体内，被困在高丽时代后，因身体严重受伤无法支撑，遇到以安并进入其体内。 |
| 廉晶雅                  | 黑舌       | 尋找神劍祕密的三角山神仙。                                                                                                   |
| 趙祐鎮                  | 青雲       | 尋找神劍祕密的三角山神仙。                                                                                                   |
| 金義聖                  | 自藏／医生 | 戴著面具的道士集团「密本」的首长。                                                                                           |
| 李荷妮                  | 閔開仁     | 以安同学的姨母，對卡德充滿好奇的女子。                                                                                       |
| 申正根                  | 右往       | 住在無勒扇子裡的貓咪手下。                                                                                                   |
| 李時勳                  | 左往       | 住在無勒扇子裡的貓咪手下。                                                                                                   |

### 其他人物
| 演員                | 角色   | 介紹                                                                                                   |
| 金大明 （聲音出演） | 森德   | 卡德的机器人搭档，可以变成漂浮的无人机机器人形态、车辆形态、飞行体形态、卡德的人类伪装形态等多种形态。 |
| 金基天              | 開東   | 对神剑有所了解的盗贼，无勒为了获取神剑的相关信息而帮助其越狱。                                         |
| 尹炳熙              |        | 巫師道士、外星機器人聲音。                                                                             |
| 池建宇              | 殺人鬼 | 知道神剑的存在后，为了找到它而将黄陵县监杀害。                                                         |
| 尹敬浩              | 三植   | 智山醫院裡的病人之一。                                                                                 |
| 玉子妍              |        | 智山醫院的醫生。                                                                                       |
| 李汉杰              |        | 巫师道士2。                                                                                            |
| 金敏瑞              | 敏善   | 以安的同學、閔開仁的姪女。                                                                             |
| 李善熙              |        | 水雾酒幕的老板娘。                                                                                     |
| 白賢珠              |        | 童年以安就读学校的校长。                                                                               |
| 崔光濟              | 崔大监 | |
| 沈達琪              | 新娘   | 崔大监的女儿，本来应该结婚，但却被以安软禁在杂物房里。                                                 |
| 金江日              |        | 水雾酒幕的老人。                                                                                       |
| 李东熙              |        | 富人家的杂役。                                                                                         |
| 金燦亨              |        | 盗贼。                                                                                                 |
| 李东勇              |        | 牵线人。                                                                                               |
| 张俊辉              |        | 刑房吏 。                                                                                              |
| 韩圣洙              |        | 狱事捕卒。                                                                                             |
| 金政汉              |        | 渔夫。                                                                                                 |
| 金王度              |        | 渔夫。                                                                                                 |
| 金敏彩              |        | 碧兰亭前酒幕的老板娘。                                                                                 |
| 朴光在              |        | 黄陵县监的护卫。                                                                                       |
| 金允道              |        | 智山医院里的患者。                                                                                     |
| 卞镇秀              |        | 崔大监家中的杂役。                                                                                     |
| 韩胜允              |        | 新郎。                                                                                                 |
| 全鎮基              |        | 重案组系长。                                                                                           |
| 李泽根              |        | 文道锡的刑警同事。                                                                                     |
| 徐锡奎              |        | 文道锡的刑警同事。                                                                                     |
| 南志宇              |        | 毒贩的律师。                                                                                           |
| 高宥俊              |        | 毒贩。                                                                                                 |
| 河诗妍              |        | 公交车站的市民。                                                                                       |
| 车英珠              |        | 毒气散开时被困在车里的司机。                                                                           |
| 郑叡书              |        | 妓生。                                                                                                 |
| 李荷珠              |        | 妓生。                                                                                                 |

### 特別出演
| 演員   | 角色     | 介紹                                                           |
| 金海淑 |          | 自藏身邊的聾啞老婦。                                           |
| 劉宰明 | 黃陵縣監 | 無勒的師傅。                                                   |
| 全汝彬 | 洪彦年   | 以安的母親，体内囚禁着外星人囚犯的高丽时代女子。               |
| 崔德文 |          | 彩蛋中出现，收留独自留下的以安，并在民间艺术团里把她抚养长大。 |

## 製作

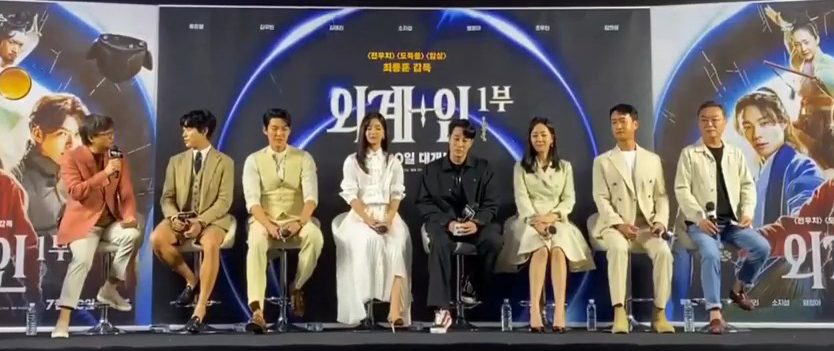
演員和導演2022年6月在Megabox COEX的展示中。

### 选角
2019年2月，據報導柳俊烈正洽談出演崔東勳編導的科幻奇幻電影。2019年8月，據報導該片將分為2部電影，柳俊烈確認出演電影，而金泰梨加入演員陣容。2019年11月，趙祐鎮和金義聖加入演員陣容，而金宇彬的經紀公司SidusHQ表示接到提案。2019年12月，李荷妮接到提案、正在商討中。
2020年1月，廉晶雅加入演員陣容，這是她時隔11年再度參演崔東勳的電影。2020年2月，蘇志燮加入演員陣容。拍攝於2020年3月開始進行，拍攝時間將長達10個月，而金宇彬確認出演電影。

### 损益平衡点
据媒体报道，该片的损益平衡点约为700万观影人次。

## 發行
《外星+人1》在韓國定於2022年夏季上映。

## 续集
该片的续集確定于2024年1月10日在韩国上映，蘇志燮在宣传采访中透露自己不会出演第二部。

## 奬項荣誉
| 年份   | 頒獎典禮             | 奬項                | 入圍者                | 結果 | 備註                 |
| ------ | -------------------- | ------------------- | --------------------- | ---- | -------------------- |
| 2022年 | 第27屆春史電影獎     | 技術獎              | 諸葛昇、朴再顯（VFX） | 提名 | [ 17 ] [ 18 ]        |
| 2022年 | 第31屆釜日電影獎     | 女配角獎            | 廉晶雅                | 提名 | [ 19 ] [ 20 ]        |
| 2022年 | 第43屆青龍電影獎     | 技術獎              | 諸葛昇（VFX）         | 提名 | [ 21 ]               |
| 2022年 | 第58屆大鐘獎         | 音樂獎              | 張英奎                | 提名 | [ 22 ] [ 23 ] [ 24 ] |
| 2022年 | 第58屆大鐘獎         | 美術獎              | 柳星姬、李河俊        | 獲獎 | [ 22 ] [ 23 ] [ 24 ] |
| 2022年 | 第58屆大鐘獎         | 視覺效果獎          | 諸葛昇                | 獲獎 | [ 22 ] [ 23 ] [ 24 ] |
| 2022年 | 第58屆大鐘獎         | 服裝獎              | 趙常景                | 提名 | [ 22 ] [ 23 ] [ 24 ] |
| 2022年 | 第58屆大鐘獎         | 編輯獎              | 申敏京                | 提名 | [ 22 ] [ 23 ] [ 24 ] |
| 2023年 | 第21届韩国导演选择奖 | 電影部門 年度导演獎 | 崔東勳                | 提名 | [ 25 ]               |
| 2023年 | 第16屆亞洲電影大獎   | 最佳造型設計        | 趙常景                | 提名 | [ 26 ]               |
| 2023年 | 第16屆亞洲電影大獎   | 最佳視覺效果        | 諸葛昇                | 提名 | [ 26 ]               |
| 2023年 | 第59屆百想藝術大獎   | 電影部門 女子配角獎 | 廉晶雅                | 提名 | [ 27 ]               |

## 外部連結
- 互联网电影数据库（IMDb）上《祖宗膠戰外星人》的资料（英文）
- NAVER上《外星+人》的資料
- Daum上《外星+人》的資料

- 韩国电影数据库（KMDb）上《外星+人》的資料
- 豆瓣电影上《外星+人》的資料 （简体中文）
- Yahoo奇摩電影上《外星+人》的資料（繁體中文）
- 開眼電影網上《外星+人》的資料（繁體中文）
- Box Office Mojo上《外星+人》的资料（英文）